# Lilebíbic
A lilebíbic (Vanellus gregarius) a lilealakúak (Charadriiformes) rendjébe, ezen belül a lilefélék (Charadriidae) családjába tartozó faj.

## Rendszerezése
A fajt Peter Simon Pallas német zoológus írta le 1758-ban, a Charadrius  nembe Charadrius gregarius néven. Sorolják a Hoplopterus nembe Hoplopterus gregarius néven is.

## Előfordulása
Elsősorban Oroszországban és Kazahsztánban költ, telelni Kirgizisztán, Tádzsikisztán, Üzbegisztán, Türkmenisztán, Afganisztán, Örményország, Irán, Irak, Szaúd-Arábia és Szíria területére vonul. Kóborlásai során eljut Európa nyugati felébe, Indiába és Afrika északi részére is. 
Természetes élőhelyei a szubtrópusi vagy trópusi füves puszták és sivatagok, sós tavak környékén, valamint szántóföldek. Vonuló faj.

### Kárpát-medencei előfordulása
Magyarországon nagyon ritka kóborló.

## Megjelenése
Testhossza 30 centiméter, szárnyfesztávolsága 70–76 centiméter, testtömege 150–250 gramm. Feje teteje és szemsávja fekete, szemöldöksávja fehér.

## Életmódja
Főleg rovarokkal táplálkozik, például szöcskét, bogarat, tücsköt és lepkék lárváit, de néha magvakat is fogyaszt.

## Szaporodása
Laza telepekben költ. A csupasz földre, vagy alacsony aljnövényzet közé, fűvel és levelekkel bélelt fészket készít. Fészekalja 3-5 tojásból áll, melyen 25 napig kotlik. A fiókák a kikelés után nem sokkal elhagyják a fészket, a két szülő még 35-40 napig táplálja őket, mire kirepülnek.
|  |

## Természetvédelmi helyzete
Az elterjedési területe rendkívül nagy, egyedszáma 11200 példány körüli és csökken. A Természetvédelmi Világszövetség Vörös listáján súlyosan veszélyeztetett fajként szerepel. Európában veszélyeztetett fajként tartják nyilván, Magyarországon fokozottan védett, természetvédelmi értéke 500 000 forint.